# 奇奇怪怪
《奇奇怪怪》（韓語：기기괴괴）是一部韓國網絡漫畫，為短篇漫畫集，由漫畫家吳城垈所繪，2013年開始於Naver webtoon連載。其中最知名的短篇〈整容液〉在2020年被翻拍為電影上映。

## 概述
2013年5月，本作開始於NAVER Webtoon上連載。2014年7月，本作的英文翻譯版本開始於LINE Webtoon上連載。同年8月，本作的其中一篇故事〈妻子的記憶〉被新浪微博用戶妖妖小精翻譯成中文並放上微博，發文兩天已有55萬人分享，在網上紅遍一時，亦令本作在華人社區內獲得了一定名氣。同年10月，本作的中文翻譯版本開始於LINE Webtoon上連載。2015年6月，本作的其中一篇故事〈整容液〉被新浪微博用戶韓漫思密達翻譯成中文並放上微博，由於貼近生活及讽刺時弊等原因，發文一天內已突破100萬點擊，再次令本作在華人社區內獲得不少名氣。
本作在台版webtoon上亦是人氣作品，不過台版翻譯的集數中，並未翻譯體裁別怪談6到體裁別怪談9（共4集）的內容。

## 篇名
- 被詛咒的畫廊（저주받은 갤러리，2013年5月至7月，全10話）
- 在非洲發生的事（아프리카에서 생긴 일，2013年7月至8月，全6話）
- 殺死魔術師（마술사 죽이기，2013年9月至10月，全6話）
- 重置的電梯（리셋 엘리베이터，2013年10月至11月，全4話）
- 妻の記憶（아내의 기억，2013年10月至11月，全6話）
- 露營（2014年1月，全2話）
- 箱子養成記（상자 키우기，2014年1月至2月，全4話）
- 麻臉爺爺的陶器（곰보할배 도자기，2014年2月至3月，全4話）
- 中獎號碼（당첨번호，2014年3月至4月，全6話）
- 抓鬼（2014年5月至6月，全5話）
- 女人畫（여인화，2014年10月，全2話）
- 進化轉世法（진화환생법，2014年10月至12月，全8話）
- 聊天室見面（채팅만남，2014年12月，全1話）
- 兇衣（2015年1月，全3話）
- 同態復仇（Lex Talionis，2015年1月，全1話）
- 整容液（성형수，2015年2月至4月，全11話）
- 怪毛水（괴모수，2015年5月，全1話）
- 男人和狗（남자와 개，2015年5月至7月，全8話）
- 夢共有石（꿈공유석，2015年7月，全4話）
- 再生種子（재생종자，2015年8月，全3話）
- 靈魂應用程式（심령어플，2015年9月，全1話）
- 鬼影立可拍（고스트 폴라로이드，2015年9月，全2話）
- 傑斯的筆（제이스의 펜，2015年9月至10月，全4話）
- 失眠（2015年10月，全1話）
- 失竊（2015年11月至今，暫1話）
- 體裁別怪談（장르파괴괴，2013年10月至今，暫6話）

## 劇情簡介
〈被詛咒的畫廊〉圍繞最近青少年間流行著的詛咒怪談。傳聞只要在夢中把某人的照片掛在「被詛咒的畫廊」的牆上，那個人就會受到詛咒，並在現實世界中死去。本來一直默默忍受校園霸凌的男主，最終決定向欺負過他的人報復，以詛咒把他們逐個殺死。正當男主的計劃快要成功時，他驚見自己的照片出現在「被詛咒的畫廊」的牆上，於是開始不信任身邊的人，被復仇心所蒙蔽，把他認為有嫌疑的人逐個詛咒並殺死，最終自己也遭受報應。
〈在非洲發生的事〉講述兩個男人跟著一名男嚮導前往非洲的某個地方。嚮導由於安全問題而不同意抄近路，但兩人不聽勸告，堅持己見，結果三人誤闖食人族的領地。正當兩人以為自己必死無疑時，嚮導卻提出一個能活著離開的方法——把自己的嚴重皮膚病傳染給兩人，食人族就會因為害怕被傳染而放他們走，作為代價，他們需要一生持續吃藥以抑制病情。死亡或是痛苦地生存，時間無多，兩人需盡早下決定。
〈殺死魔術師〉圍繞一個突然出現的明星魔術師傑斯。他所表演的魔術神乎其技，任何魔術師都無法模仿。由於他的出現，其他魔術師都完全接不到工作，再這樣下去飯碗就會不保。於是他們打算在傑斯表演時對他注射麻醉針，並製造出由於魔術失手而意外死亡的假象，結果傑斯被火車撞飛，屍體也不見了。兩個月後，魔術師們如常工作，所有人都漸漸忘記了傑斯，卻沒有人發現現在才是事件的真正開始。
〈重置的電梯〉以重置人生為題，只要進行某種儀式，就能保持現時的記憶並回到剛出生之時。男主的父母離異，由於意外而失去一隻眼睛，在學校中受霸凌，一事無成，只跟奶奶兩人相依為命。男主決定把人生重來，並讓奶奶過上好生活。成功重置的男主阻止了母親外遇，擁有了完整家庭，結識了以前沒有的朋友，獲得了自信。男主自以為已成功改變人生，可是接下來事態的發展卻出乎他的意料之外。
〈妻子的記憶〉講述一名男人和他妻子的故事。患有腦退化症的妻子意外去世後，男人才驚覺自己與妻子沒留下多少甜密回憶。正當感到慚愧之際，男人竟在家中看見妻子的殘影，一度感到害怕。經法師的說明後，男人明白到那是由於妻子生前渴望記住所有事情，因此在生活的空間留下印記。雖然無法跟妻子的殘影溝通，男人仍決定留下，每天觀察她的活動，重溫妻子人生最後三年的生活，重新了解她。
〈露營〉講述四名年輕人一起去露營時發生的事。他們本來打算去的營地爆滿，唯有先在附近的空地紮營住下。空地環境清幽，以前曾是營地，現在卻杳無人煙，不禁令人揣測以前曾發生事故。就在此時，怪物突然出現，年輕男子一時情急就以刀刺進去，在逃跑時還見到其他兩隻怪物。只顧瘋狂逃跑的男子，渾然不知事情的真相。
〈箱子養成記〉講述男主某天突然收到一個奇怪的箱子，只要把物件放進去就會變成相應價值的金錢。男主一開始只是把家中沒用的東西放進去換成金錢，但由於獲得的金錢太少，他開始不滿足，於是到不同的店鋪把商品放進箱子。雖然獲得了不少金錢，但他仍不滿足，開始騙取其他人的箱子。成功了一次後男主食髓知味，卻反被別人騙，最終招致惡果。
〈麻臉爺爺的陶器〉講述四名小孩偷取一名老人整作的陶器，傳聞他整作的陶器價值連城。小孩們在晚上潛入，但在偷取過程中一時鬆手，陶器掉在其中一人頭上，頭部就被困在陶器中。結果三人的頭部被老人釀成酒，剩下的一名小孩想盡方法逃出去，但卻被只剩下頭部的三個朋友叫住，引起老人的注意。
〈中獎號碼〉講述一名男子做了一個關於樂透號碼的夢。夢中有一隻眼睛對他說，他的女朋友身上每天會出現一個數字。一開始數字都是出現在明顯的地方，例如手腳，但後來卻出現在愈來愈隱蔽的地方，再加上女朋友跟他分手，為求中頭獎，他最終只好採取強硬手段。
〈抓鬼〉講述一家人以便宜的價錢買到新房子，但是住下後就開始發生怪事，例如感覺到有人接近但轉身只看到拖鞋、鏡子裡的影像跟自己動作不同等。請來法師後，他們知道了這房子的確有不好的東西，甚至有被佔據肉身的危險，但由於財產問題，希望賣出房子後才搬走，只好暫借法師的鏡子及能限制鬼活動的壁紙，但待在房子愈久，事態變得愈嚴重。
〈女人畫〉講述一對夫妻因算不好搬家時間，而在父母家的一個空置房間暫住，房間裡有一幅女人畫。睡覺期間，妻子竟見到女人從畫中走出來踩著她，全身無法動彈。丈夫本不相信有鬼，只是勉為其難地把女人畫拿走，但後來女人畫自己回到原處，丈夫也看到了從很多幅人像畫走出來的鬼魂。
〈進化轉世法〉講述一名渾渾噩噩生活的男人無意中接觸進化轉世後發生的事。對現時人生不滿意的人都聚在一起，為了完成配額而不斷殺生，經過數十年後就能從低等動物進化成人。
〈聊天室見面〉講述一名男子在隨機聊天室交友，遇上一個漂亮女子，對方更說要到他家玩，男主以為自己有艷遇，但事情沒那麼簡單。
〈兇衣〉講述某所學校班中一名同學失蹤，但每人對他失蹤前的衣著說法不一。數天後他的屍體被發現，身上沒有任何衣物。接著幾天，死者的數名同班同學均發生意外死亡，屍體的姿態還十分不自然，警察也找不出案件之間的關係，但當他查看閉路電視時，卻發現一個恐怖的巧合。
〈同態復仇〉講述罪犯都需要在虛擬世界受到懲罰，而懲罰的種類是按照他們犯下的罪案，例如酒駕撞死人的會被車撞死、殺人犯會被殺。雖然在現實世界並不會受傷或死亡，但身體會感受到痛楚，令他們理解受害者的痛苦。其中一名罪犯犯下多宗性侵犯及強姦，一開始還很享受懲罰，但後來卻有出乎他意料之外的發展，令他痛不欲生。
〈整容液〉講述最近新興一種名為「整容液」的產品，只要把臉浸泡在整容液內一段時，就能像掐黏土那樣輕易改變臉的形狀，身體其他部位也是如此。不需麻醉，不需忍受痛苦，在家就能簡單地變美，令不少人都趨之若鶩。女主也買了整容液，改變樣貌及去掉多餘的脂肪，變成網絡紅人，但後來事情的發展卻急轉直下。
〈怪毛水〉講述一名男子在街上被推銷買生髮水，但買回來後被弟弟指出只是普通的果汁，氣憤自己被騙的男子喝下了果汁，卻發生了難以置信的事。
〈男人和狗〉講述一名好吃懶做的男子在城市賺不到錢，只好回到鄉下幫父母幹活。但他仍死不悔改，在幹活期間偷偷打電玩，後來甚至把氣出在父母養的狗身上。一開始只是不給飯牠吃，後來甚至以石頭丟他，還偷偷遺棄狗寶寶，最終狗決定反抗。
〈夢共有石〉講述最近新興一種名為「夢共有石」的產品，是一塊心形的石頭，分成兩半，戀人在睡覺時各持一塊就能在夢境中相遇。男主及女主本來各持有半邊夢共有石，但女主發現男主那塊跟自己的形狀不相符，發現了他有外遇，決定作出行動。
〈再生種子〉講述一種能令身體部位再生的種子，只需在事前提取種子，當身體某部位因發生事故或疾病而失去功能時，植入再生種子後，過了一段時間就會長出完整的形態。由於再生種子的實驗備受爭議，很多人不相信，博士決定斬掉自己的頭部，以證明再生種子實驗成功。
〈體裁別怪談〉為番外篇，以本篇作為題材，但把結局改成搞笑版本。

## 改編作品
《世界奇妙物語2017 春之特別篇》以〈妻子的記憶〉為原作。

### 演員
- 成田陽一郎 - 遠藤憲一
- 成田綠（みどり） - 德永繪里
- 高梨徹 - 遠山俊也
- 成田春子 - 原田美枝子

### 製作團隊
- 劇本 - 和田清人
- 導演 - 河野圭太

## 外部連結
- 《奇奇怪怪》 - NAVER Webtoon（页面存档备份，存于）
- （英文）《奇奇怪怪》 - LINE Webtoon（页面存档备份，存于）
- （繁體中文）《奇奇怪怪》 - LINE Webtoon（页面存档备份，存于）
- （简体中文）https://www.dongmanmanhua.cn/SUSPENSE/tales-of-the-unusual/list?title_no=296（页面存档备份，存于）